# Láokoón a jeho synové
Láokoón a jeho synové je antické sousoší znázorňující trojského kněze Láokoónta a jeho dva syny v okamžiku, kdy je napadli mořští hadi. Bylo vykopáno v Římě na vinici Felice de Fredise na jih od Esquilinu v únoru 1506 a brzy poté od majitele vinice odkoupeno papežem Juliem II. Ten je vystavil ve Vatikánu, kde zůstává dodnes jako exponát Vatikánských muzeí. Během napoleonských válek bylo sousoší ukořistěno Francouzi a přemístěno do Paříže, po porážce Napoleona bylo ovšem navráceno.
Sousoší je vytvořeno z bílého mramoru pravděpodobně řecké provenience. Sochy jsou v životní velikosti a celek je vysoký něco přes 2 metry. Dílo je poměrně dobře dochováno, i když některé části chybí (ruce, kusy hadů) a byly během 16. až 19. století doplňovány a při restaurování ve 20. století opět odebrány.
Není jasná přesná datace vzniku sousoší a odhady se pohybují od cca 200 př. n. l. po 70. léta prvního století n. l. Stylově patří do takzvaného „pergamonského baroka“, helénistického uměleckého stylu, který se objevil v Malé Asii kolem roku 200 př. n. l. Není také jasné, zda jde o originál nebo o kopii jiného staršího díla. Druhá možnost se však jeví pravděpodobnější a originál je ztotožňován se sochou Láokoónta, o níž se pochvalně zmiňuje Plinius Starší v encyklopedii Naturalis Historia (XXXVI, 37) a kterou měli podle Plinia vytvořit tři rhodští sochaři Hagésandros, Polydóros a Athénodóros.
Sousoší mělo již od doby svého znovunalezení velký vliv na výtvarné umění, bylo považováno za prototyp klasické krásy a trvale patří k nejznámějším a nejvíce citovaným sochám světa.
Sádrový odlitek tohoto sousoší je součástí expozice v Galerii antického umění v bývalém františkánském klášteře v Hostinném.